# Вејер (Болцано)
Вејер је насеље у Италији у округу Болцано, региону Трентино-Јужни Тирол.
Према процени из 2011. у насељу је живело 53 становника. Насеље се налази на надморској висини од 1457 м.